# Avenida Germán Amézaga
La avenida Germán Amézaga es una avenida de la ciudad de Lima, capital del Perú. Está ubicada cerca al extremo oeste del distrito de Lima, siguiendo un corto trazo de la avenida Universitaria. 
Entre las avenidas Venezuela y Ramón Herrera, el sentido de circulación es solamente de sur a norte.

## Historia
A fines de los años 30, comienza un proceso de urbanización en el extremo oeste de la ciudad de Lima (En ese entonces aún esas zonas eran reclamadas por la Magdalena Vieja, pero luego se impusieron como parte del Cercado). A inicios de la nueva década, comienza la urbanización a lo largo de los existentes caminos al Callao (El Progreso y Colonial). En 1943, se comienza la construcción del que debía ser el nuevo Estadio Nacional, que luego pasó a formar parte de la Universidad Mayor de San Marcos como su Estadio.
En 1948, comienza el trazo de la avenida que circunscribe el terreno del Estadio Monumental de San Marcos, que en 1950 pasa a manos de la Universidad Nacional Mayor de San Marcos, para la construcción de su nueva Ciudad Universitaria. Posteriormente, comienza la construcción de la avenida Universitaria desde Magdalena hasta Mirones Bajo, siendo en el gobierno edil de Belmont que la avenida se expande al norte.

## Recorrido
Comienza su recorrido en el cruce con la avenida Venezuela, donde se ubica el polémico intercambio vial, luego continua su recorrido por la vía de un solo carril de sentido de sur a norte, sirviendo como límite entre la Ciudad Universitaria y las urbanizaciones Los Cipreses y Benavides. En ese tramo, hay zonas de ventas de libros, negocios menores, algunos restaurantes y centros de preparación preuniversitaria (academias). Luego en el cruce con la avenida Ramón Herrera, hay un puente peatonal que da vista a la Clínica Universitaria de la UNMSM, e inicia el límite entre el campus y la Unidad Vecinal N.° 03. En ese tramo, la vía es de dos calzadas de ambos sentidos. La avenida finaliza en el cruce con la avenida Colonial, cerca al Centro Preuniversitario y a la Oficina Central de Admisión de la Universidad San Marcos, frente al límite de los distritos Lima y el Callao.